# Austroglanis
Austroglanis è l'unico genere appartenente alla famiglia di pesci ossei d'acqua dolce Austroglanididae, dell'ordine Siluriformes. Questa famiglia è stata scorporata dai Bagridae.

## Distribuzione e habitat
La famiglia è endemica dell'Africa meridionale (Sudafrica, Lesotho e Namibia). Popolano fiumi e torrenti a corrente vivace con fondo di massi e ciottoli.

## Descrizione
Ci sono tre paia di barbigli, il barbiglio nasale è assente. C'è una robusta spina nella pinna dorsale e una su ogni pinna pettorale. La pinna adiposa è piccola.
La taglia massima delle tre specie varia tra gli 8 cm e i 30 cm di lunghezza.

## Biologia
Poco nota.